# Mecynogea buique
Espèce
Mecynogea buique est une espèce d'araignées aranéomorphes de la famille des Araneidae.

## Distribution
Cette espèce est endémique du Pernambouc au Brésil,.

## Description
La femelle holotype mesure 7,0 mm.

## Étymologie
Son nom d'espèce lui a été donné en référence au lieu de sa découverte, Buíque.

## Publication originale
- Levi, 1997 : The American orb weavers of the genera Mecynogea, Manogea, Kapogea and Cyrtophora (Araneae: Araneidae). Bulletin of the Museum of Comparative Zoology, vol. 155, no 5, p. 215-255 (texte intégral).